# Setge d'Aledo
El setge d'Aledo fou una de les batalles de la conquesta almoràvit d'Al-Àndalus.

## Antecedents
L'Emir d'Ixbíliya, Al Mutamid, que havia posat en marxa una sèrie d'agressius atacs als regnes veïns sorgits de la descomposició del Califat de Còrdova va veure amenaçats els seus dominis per Alfons VI de Castella, que havia conquerit Tulàytula el 1085 i només un any després el castell d'Aledo amb tropes al comandament de García Jiménez.
El domini sobre Toledo i la presa d'Aledo formaven part d'una mateixa estratègia dels castellanolleonesos per debilitar el poder musulmà. La definitiva caiguda de Toledo va ser una victòria simbòlica que va donar als cristians nova empenta per expandir-se cap al sud. Es van introduir les paries, o homenatges, que reforçaven l'economia del regne cristià, va demanar ajut als almoràvits, que van desembarcar a al-Yazira al-Jadrā per derrotar els cristians a la batalla d'az-Zallaqah, però Yusuf ibn Tashfin va haver de retornar a l'Àfrica per la mort del seu fill.
Aledo va guanyar un important protagonisme, sent l'avançada cristiana, aïllada en territori musulmà, que va posar en escac als regnes musulmans. Les tropes castellanes van sembrar el terror entre la població musulmana i van realitzar audaces expedicions de càstig sobre l'horta de Múrcia i Oriola, dominant per complet la vall del Guadalentín i controlant les principals vies de comunicació, i la recuperació de l'enclavament es convertiria en la principal preocupació dels musulmans hispans que novament van demanar ajuda als almoràvits.

## El setge d'Aledo
Yusuf ibn Tashfin al comandament de les seves tropes desembarcà a Gibraltar el 1089. A al-Yazira al-Jadrā se li van unir les forces de l'exèrcit de l'emir Muhàmmad ibn Abbad al-Mútamid d'Ixbíliya i van avançar fins Màlaqa on es va unir on es va unir Tamim al-Muizz ben Buluggin.
De camí a Aledo es van incorporar Abd Allah ibn Buluggin de l'emirat de Gharnata, i Muhàmmad ibn Man al-Mútassim d'al-Mariyya i Abu Muhammad ibn Raxiq de Mursiyya va col·laborar amb homes i diners.
Als peus del castell d'Aledo van establir el campament i van començar a fustigar els cristians per mitjà de manganells i ballistes, construïdes per experts artesans arribats des de Mursiyya.
Els atacs es van succeir dia i nit, atacant cada dia l'exèrcit d'un dels emirs rotativament, però els dies se succeïen sense aconseguir la rendició dels cristians, la moral dels assetjadors es ressentia i començaven a produir tensions entre ells, i ibn Rashiq, tement que Muhàmmad ibn Abbad al-Mútamid pretenia incorporar Mursiyya a l'Emirat d'Ixbíliya, va aprovisionar als assetjats i va donar l'alerta a Alfons VI de Castella. Rodrigo Díaz de Vivar va tenir intenció d'acudir al seu auxili, però seria el mateix monarca castellà, que aniria al capdavant del seu exèrcit per auxiliar els assetjats a qui va aconseguir alliberar provocant la retirada de les tropes almoràvit després de quatre mesos de setges, i després d'una breu campanya en què es va apoderar de Talavera i Madrid, però fou rebutjat a Guadalajara, va abandonar Castella, retirant-se a Qurtuba per retornar a l'Àfrica via Ceuta.

## Conseqüències
L'endarreriment de Rodrigo Díaz de Vivar en arribar a Aledo va provocar la ira d'Alfons VI de Castella, que el va desterrar de nou.
El castell d'Aledo arribaria a patir fins a tres setges per part de les tropes almoràvits en un intent desesperat per acabar amb la resistència cristiana. El 1092, el mateix Alfons VI va decidir abandonar la població davant la impossibilitat de seguir defensant-la, va cavalcar fins ella per rescatar als assetjats i va ordenar destruir-la, doncs podia ser fonamental com a enclavament defensiu dels enemics.
Els almoràvits, un cop assentats a la península Ibèrica, aviat van aconseguir aturar la pressió cristiana i controlar ràpidament la regió occidental, on Sevilla va esdevenir la capital administrativa. A la meitat oriental d'Al-Andalus, els exèrcits organitzats des de Múrcia van participar en les guerres de la frontera catalanoaragonesa, finalment van conquerir el 1102 la València de Rodrigo Díaz de Vivar, aconseguint una important via de penetració cap a l'interior peninsular. Després de diversos atacs contra els comtats catalans van decidir atacar el regne de Castella pel seu flanc est amb Uclés com a primer objectiu.